# Noordzeeweg (Amsterdam)

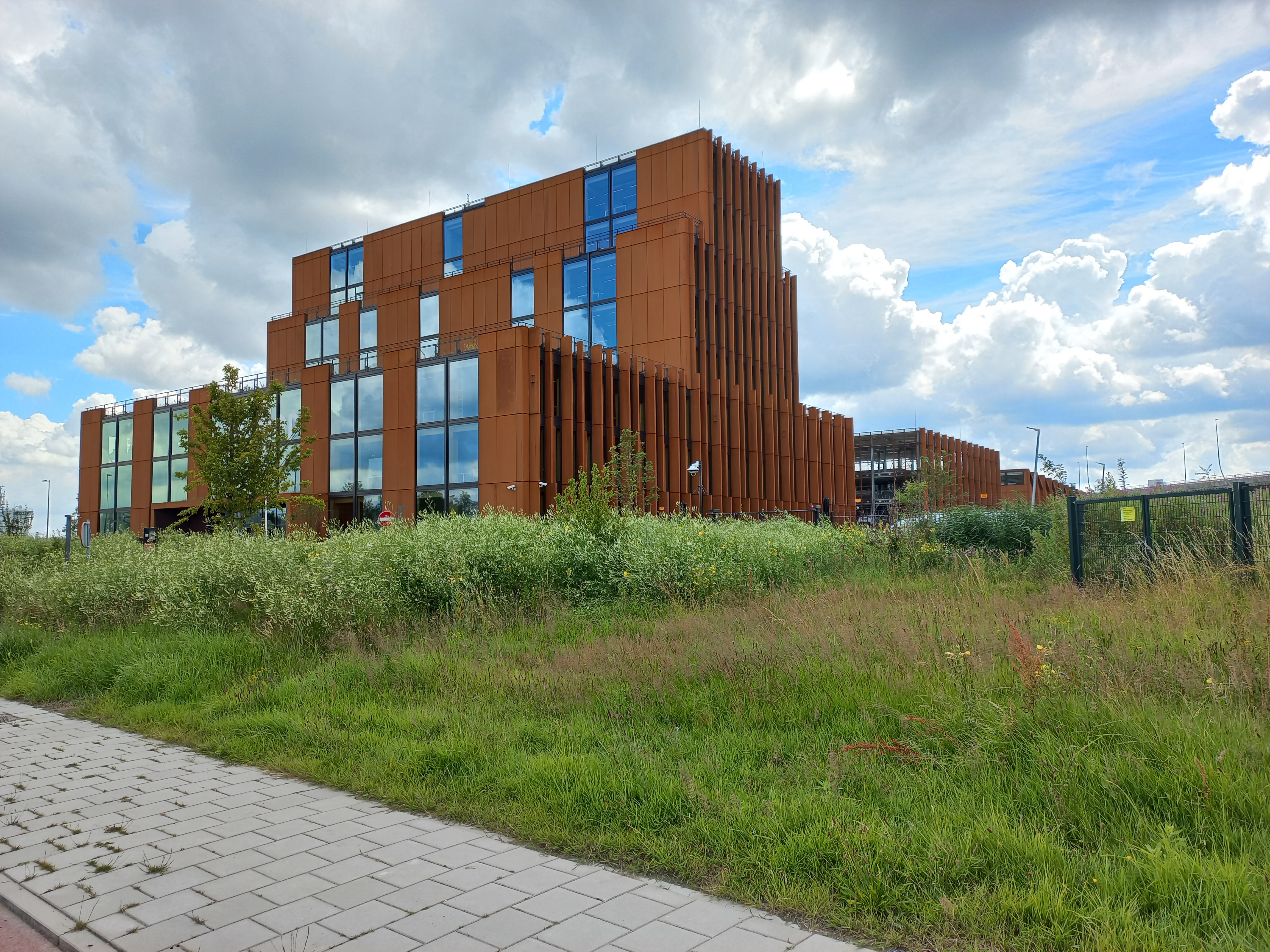
Noordzeeweg 4 gezien vanaf de Noordzeeweg (juli 2024)

De Noordzeeweg is een verbindingsweg in Amsterdam Westpoort en verbindt de Basisweg bij de T-kruising met de Hornweg met de Westpoortweg en Luvernes. De weg is bij een raadsbesluit van 26 april 1978 vernoemd naar de Noordzee. Oorspronkelijk maakte de Noordzeeweg deel uit van de Basisweg, maar hij werd in 1978 bij de werkzaamheden ten behoeve van de aanleg van de Hemspoorlijn verlegd en daarbij hernoemd tot Noordzeeweg. Oorspronkelijk liep de weg verder westwaarts door Abberdaan, maar door het graven van de Afrikahaven verviel dit gedeelte, omdat het verkeer werd verlegd over de Westpoortweg iets noordelijker en westelijker. Op dit gedeelte ligt nu het viaduct van de Westrandweg, de verbinding tussen de A10 en A9. Dit westelijk deel van de weg heette oorspronkelijk Zuiderweg en liep door in de Groote IJpolder en maakte deel uit van de gemeente Haarlemmerliede en Spaarnwoude.
Langs de Noordzeeweg staan geen woningen maar bevinden zich uitsluitend bedrijven waaronder een tuincentrum, een aantal grote woonwarenhuizen en een aantal doe-het-zelfzaken.
Eind 2012 werd de Noordzeeweg aangesloten op de Westrandweg.
In 2023 werd aan Noordzeeweg 4 een nieuw en architectonisch opvallend kantoor annex werkplaats neergezet voor Alliander/Liander. 
Buslijn 382 van Connexxion en buslijn 231 van het GVB rijden over de weg.

## Noordzeewegspoorbrug
Over de weg kwam rond 1980 een viaduct ten behoeve van de Nederlandse Spoorwegen. Het spoorviaduct is gelegen in het spoortraject tussen station Amsterdam Sloterdijk en de Hemspoortunnel richting station Zaandam. De brug is geheel van beton, de overspanning wordt daarbij gedragen door pijlers die het midden houden tussen de X- en Y-vorm. In december 2017 gaf de gemeente Amsterdam haar de naam Noordzeewegspoorbrug, vernoemd naar de weg die zij overspant (Amsterdam deelt de viaducten is als brug). De coördinaten zijn van het viaduct.
Abcouderpadspoorbrug ·
AMC-Padspoorbrug ·
Amstelveensewegspoorbrug ·
Anderlechtspoorbrug ·
Arlandaspoorbrug ·
Basiswegspoorviaduct Oost ·
Basiswegspoorviaduct West ·
Beethovenspoorbrug ·
Ben Viljoenspoorbrug ·
Beukenwegspoorbrug ·
Bonispoorbrug ·
Bos en Lommerspoorbrug ·
Spoorbrug in de Burgemeester Stramanweg · 
Bullewijkspoorbrug ·
Carrascospoorviaduct ·
Celebesspoorbrug ·
Comeniusspoorbrug ·
Czaar Peterspoorbrug ·
Cruquiusspoorbrug ·
Dalsteinbrug ·
Domselaerspoorbrug ·
Erasmusspoorbrug ·
Europaboulevardspoorbrug ·
Frans de Wollantsspoorbrug ·
Gaasperdammerspoorbrug ·
Haarlemmerwegspoorbrug ·
Heemstedespoorbrug ·
Hemsterhuisspoorbrug ·
Henk Sneevlietspoorbrug ·
Hoogoorddreefspoorbrug ·
Houtmanspoorbrug ·
Houttuinenspoorbrug ·
Insulindespoorbrug ·
Jan Evertsenspoorbrug ·
Jan van Galenspoorbrug ·
Johan Huizingaspoorbrug ·
Kabelwegspoorbrug ·
Karspeldreefspoorbrug ·
Kastrupspoorbrug ·
Kattenburgerspoorbrug ·
Korte Prinsengrachtspoorbrug ·
Kruislaanspoorbrug ·
Lelylaanspoorbrug ·
Linnaeuskadespoorbrug ·
Linneausstraatspoorbrug ·
Meibergpadspoorbrug ·
Molukkenspoorbrug ·
Mr. Treubspoorbrug ·
Museumlijnspoorbrug ·
Nieuwegeinspoorbrug ·
Nieuwe Haagsespoorbrug ·
Noordzeewegspoorbrug ·
Omvalspoorbrug ·
Oostertoegangsspoorbrug ·
Oosterdoksspoorbrug ·
Overbrakerspoorbrug ·
Overzichtspoorbrug ·
Pablo Nerudaspoorbrug West ·
Pablo Nerudaspoorbrug Oost ·
Parnassusspoorbrug ·
Piarcospoorviaduct ·
Pieter Calandspoorbrug ·
Planciusspoorbrug ·
Ringdijkspoorbrug ·
Robert Fruinspoorbrug ·
Rozenoordspoorbrug ·
Schinkelspoorbrug ·
Seinewegspoorbrug Noord ·
Seinewegspoorbrug Zuid ·
Sloterdijkerwegspoorweg ·
Solitudolaanspoorbrug ·
Spaarndammerspoorbrug ·
Strandvlietspoorbrug ·
Tafelbergspoorbrug ·
Tjepmaspoorbrug ·
Transformatorwegspoorbrug ·
Van Swindenspoorbrug ·
Vlaardingenspoorbrug ·
Westerdoksdijkspoorbrug ·
Westertoegangsspoorbrug ·
Wibautspoorbrug ·
Wiltzanghspoorbrug ·
Wijttenbachspoorbrug ·
Zaandijkspoorbrug ·
Zaventemspoorbrug ·
Zeeburgerdijkspoorbrug ·
Zeeburgerpadspoorbrug